# Конвидеция
AD5-nCOV, торговое название Конвидеция (англ. Convidecia) — векторная вакцина против COVID-19, разработанная китайской фармацевтической компанией CanSino Biologics. Она основана на нереплицирующемся вирусном векторе, в котором используется рекомбинантный аденовирус человека 5 серотипа (Ad5). По принципу действия эта вакцина близка к вакцине Спутник V.
Клинические исследования III фазы вакцины «Конвидеция» идут в нескольких странах, в том числе в России. Также в России прошло локальное клиническое исследование.
19 мая 2022 ВОЗ лицензировала данную вакцину для использования в экстренных случаях (EUL).

## История создания
В начале 2020 года Чен Вэй возглавил совместную команду Института биотехнологии, Военной академии медицинских наук и CanSino Biologics для разработки AD5-nCOV. Команда зарегистрировала экспериментальную вакцину против COVID-19 для I фазы испытаний 17 марта 2020 года, цель — проверка её безопасности. Вакцина была опробована на 108 здоровых добровольцах в Ухане.
В апреле Ad5-nCoV стала первой в мире вакциной-кандидатом против COVID-19, проходящей исследования фазы II. Результаты исследования фазы II были опубликованы в рецензируемом журнале Lancet 20 июля 2020 г. и отметили нейтрализующие антитела и Т-клеточный иммунный ответ у 508 участников. В сентябре количество антител Covid-19 у субъектов из испытаний фазы I оставалось высоким через шесть месяцев после первой прививки. Высокий уровень антител позволяет предположить, что прививка может обеспечивать иммунитет в течение длительного периода времени, хотя результаты исследования III фазы все ещё необходимы для подтверждения эффективности и безопасности вакцины.
24 сентября Cansino начали испытания фазы IIb на 481 участнике для оценки безопасности и иммуногенности Ad5-nCoV для детей в возрасте 6-17 лет и пожилых людей в возрасте 56 лет и старше.
В августе Национальное управление интеллектуальной собственности Китая выдало компании первый в стране патент на вакцину против COVID-19.
16 мая 2020 года премьер-министр Канады Джастин Трюдо объявил, что Министерство здравоохранения Канады одобрило Фазу II испытаний вакцины против COVID-19, произведённой CanSino, для проведения Канадским центром вакцинологии. Если испытания вакцины пройдут успешно, Национальный исследовательский совет будет работать с CanSino над производством и распространением вакцины в Канаде. Скотт Гальперин, директор Канадского центра вакцинологии, надеялся, что клинические испытания начнутся уже через две недели. В августе 2020 года Национальный исследовательский совет сообщил, что вакцина не была одобрена китайской таможней для отправки в Канаду, после чего сотрудничество между CanSino и Канадским центром вакцинологии было прекращено.
В 2020 году результаты клинического исследования I и II фаз (безопасности и иммуногенности вакцины) опубликованы в ведущем медицинском научном журнале The Lancet.

## Эффективность и безопасность
Вакцина AD5-nCOV прошла проверку на безопасность в клиническом исследовании в 2020 году.
В том же исследовании изучалась иммуногенность вакцины.
По словам и. о. директора НИИ гриппа Минздрава РФ, проводившего локальное клиническое исследование, вакцина «Конвидеция» (AD5-nCOV) показала высокую эффективность.

## Клинические исследования

### III фаза КИ в России
11 сентября российское НПО «Петровакс» начало III фазу испытаний на 500 добровольцах. В ноябре агентство Bloomberg сообщило, что Петровакс поможет провести дополнительное испытание ещё на 8000 добровольцев, которое было одобрено правительством России 7 декабря. Перечень участвующих в исследовании медицинских учреждений доступен на сайте Минздрава РФ, а также на сайте clinicaltrials.gov.
По итогам III фазы исследований у 92,5 % добровольцев был выявлен высокий уровень антител в крови. Были проанализированы данные 200 добровольцев из 500 провакцинированных.

### III фаза КИ в мире
В августе 2020 года Саудовская Аравия подтвердила, что начнёт фазу III клинических исследование Ad5-nCoV на 5000 человек в городах Эр-Рияд, Даммам и Мекка.
30 октября 2020 года Мексика получила первую партию вакцины для клинических исследований фазы III на 10–15 тысячах взрослых добровольцев (старше 18 лет). Исследования будут проводиться в городах Чиуауа, Дуранго, Нуэво-Леон, Халиско, Агуаскалиентес, Мичоакан, Герреро, Оахака, Морелос, Кинтана-Роо, Веракрус, Пуэбла, Идальго и Мехико. Испытания вакцины начались в Герреро и Оахаке в первую неделю ноября.
15 сентября 2020 года в Пакистане начались испытания фазы III на 40 000 добровольцев в рамках глобального многоцентрового исследования. Министр планирования, развития и специальных инициатив Асад Умар сказал, что от 8 до 10 тысяч добровольцев из Пакистана станут участниками исследования.
В ноябре 2020 года в Чили разрешено проводить третью фазу клинических исследований на 5200 добровольцах под управлением Университета Ла Фронтера, включая центры в Араукании, Лос-Риосе, Лос-Лагосе и столичных регионах.
В ноябре 2020 года Convidecia будет проходить III фазу клинических исследовний в Аргентине.
В ноябре 2020 года CanSino заявила, что начнёт промежуточный анализ результатов фазы III, когда будет выявлено первые 50 случаев заболевания среди участников исследований.

### Клинические исследования вакцины в форме назального спрея
В сентябре 2020 Cansino начал клиническое исследование фазы I в Китае с участием 144 взрослых, чтобы определить безопасность и иммуногенность вакцины, вводимой в виде назального спрея (в отличие от большинства вакцин-кандидатов COVID-19, требующих внутримышечной инъекции).

## Регистрация и коммерциализация
По словам генерального директора Cansino Юй Сюэфэна, сказанных в конце 2020 года, компания планировала производить от 100 до 200 миллионов доз в год на производственных мощностях, строительство которых планировалось завершить к 2021 году.
В Петровакс осенью 2020 года заявили, что после регистрации вакцины в РФ компания сможет производить более 4 миллионов доз в месяц в 2020 году и 10 миллионов доз в месяц в 2021 году.
В сентябре 2020 года малайзийская компания Solution Biologics подписала «соглашение о производстве и коммерциализации» с целью продвижения на рынке и распространения вакцины в стране.
В октябре Индонезия достигла соглашения с Cansino о поставке 100 000 доз в 2020 г. и от 15 до 20 миллионов доз в 2021 г.
В декабре министр иностранных дел Мексики Марсело Эбрард подписал соглашение с Cansino на поставку 35 миллионов доз вакцины.
19 мая 2022 ВОЗ лицензировала вакцину Конвидеция для использования в экстренных случаях (EUL).